# Tipitaka

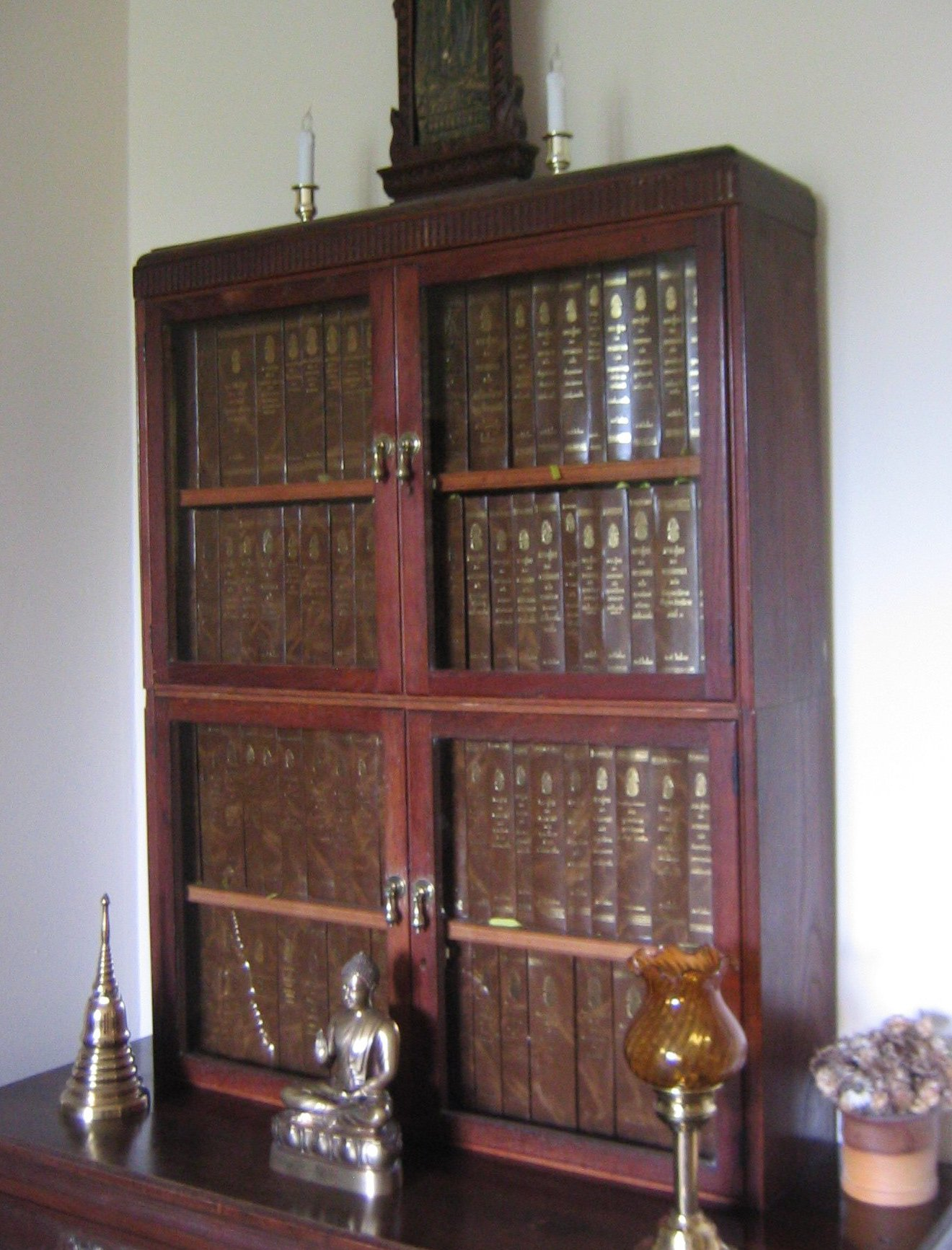
Szekrényben őrzött Tipitaka

Tipitaka (páli: hármas kosár, szanszkrit Tripitaka), a théraváda buddhizmus páli nyelvű szent iratainak gyűjteménye az i. e. utolsó századokból.

## Leírása
Három részből (kosár) áll:
1. Vinaja-pitaka (fegyelem kosara), amely a szerzetesi élet szabályainak gyűjteménye. Tárgyalja a vétségeket, azok megvallásának módját (pl. a tett nyilvános beismerését) és a szabály megszegésének következményeit, valamint a szerzetesek és az apácák mindennapi életének szabályait. Minden szabálynál szerepel egy történet is, amely a szabály eredetét mutatja be. Így szerepel benne számtalan legenda a Buddha életéről (tanítóútjának kezdetéről, ellenfeleiről, alapvető tanításáról) is.
2. Szutta-pitaka (prédikációk kosara), Buddha beszédeit tartalmazza, a Tipitaka legjelentősebb, irodalmi szempontból legértékesebb része. Öt gyűjteményből áll: Dígha-nikája (hosszú gyűjtemény), 34 hosszú beszéd, amelyek közül a legfontosabb a Maháparinibbána-szutta (nagy beszéd az örök nirvánába jutásról, t. i. Buddha haláláról); Maddzshima-nikája (középső gyűjtemény), 152 beszéd, köztük vannak a legrégebbi és legszebb, valóban Buddhától származó prédikációk; Szamjutta-nikája (csoportosított gyűjtemény), 2889 dogmatikai fejtegetés és legenda; Anguttara-nikája (dolgok felsorolása növekvő sorrendben) „mi az egy", „mi a kettő" stb. felépítésű dogmatikai felsorolás; Khuddaka-nikája (rövid gyűjtemény), 15 különböző műfajú gyűjtemény (nem prédikációk) összefoglalása: vallásos versek, bölcs mondások, állatmesék stb.
3. Abhidhamma-pitaka (hittételek kosara), dogmatikai fejtegetéseket, illetve meghatározásokat tartalmazó gyűjtemény.
A prédikációk formája próza, néha verses lezárással, a szövegek stiláris felépítése kötött. Bevezető mondatuk az évszázadokon át történő szóbeli hagyományozásra utal: „Így hallottam. Egyszer a Magasztos (itt és itt) tartózkodott"; ezután vagy kérdéssel fordult valaki Buddhához, és ő válaszolt, vagy Buddha fordult tanításával az összegyűlt szerzetesekhez. Nyelve, a páli, a hindu papság hivatalos nyelvével, a szanszkrittal egyetemben egy fajta lingua franca volt a korban, nem egyetlen népcsoport által beszélt, de sokak által megértett "szent nyelv".

## Magyarul
- Julius Evola: A felébredés doktrínája. Tanulmány a buddhista aszkézisről; ford. Dávid Andrea, Kvintesszencia, Debrecen, 2003